# 2014年ソチオリンピックのアンドラ選手団
2014年ソチオリンピックのアンドラ選手団（2014ねんソチオリンピックのアンドラせんしゅだん）は、2014年2月7日から23日までロシアのソチで開催されたソチオリンピックアンドラ選手団の名簿。

## 選手団
- 人員: 選手6人
- 開会式旗手: ミレイア・グティエレス

## アルペンスキー
- ケヴィン・エステヴェ

男子滑降 (32位、2:10.80)
- マルク・オリヴェラス

男子複合 (31位、2:58.54)
男子滑降 (40位、2:12.76)
男子大回転 (38位、2:53.74)
男子スーパー大回転 (34位、1:22.02)
- ジョアン・サンチェス

男子大回転 (途中棄権)
- ミレイア・グティエレス

女子複合 (18位、2:42.30)
女子大回転 (途中棄権)
女子回転 (途中棄権)

## バイアスロン
- ラウレ・ソウリー

女子7.5kmスプリント (66位、23:57.8)
女子15km個人 (48位、50:04.2)

## スノーボード
- ルイス・タロック

男子スノーボードクロス (予選敗退、4位、失格)